# Cleòcares
Cleòcares (Cleochares, Κλεοχάρης) fou un orador grec de Mirleia de Bitínia, contemporani de Demòcares i del filòsof Arcesilau, cap al final del segle iii aC. Els seus discursos són esmentats, però no se n'ha conservat cap.